# (5615) Iskander
(5615) Iskander ist ein Asteroid des inneren Hauptgürtels, der von der sowjetischen Astronomin Ljudmyla Karatschkina am 4. August 1983 am Krim-Observatorium in Nautschnyj (IAU-Code 095) entdeckt wurde.
Der italienische Astronom Vincenzo Zappalà definiert in einer Publikation von 1995 (et al.) eine Zugehörigkeit von (5615) Iskander zur Flora-Familie, einer großen Gruppe von Asteroiden, die nach (8) Flora benannt ist. Asteroiden dieser Familie bewegen sich in einer Bahnresonanz von 4:9 mit dem Planeten Mars um die Sonne. Die Gruppe wird auch Ariadne-Familie genannt, nach dem Asteroiden (43) Ariadne. In der aktuelleren AstDyS-2-Datenbank wird (5615) Iskander als Mitglied der Levin-Familie geführt, benannt nach dem Asteroiden (2076) Levin. Die zeitlosen (nichtoskulierenden) Bahnelemente von (6266) Letzel sind fast identisch mit denjenigen von vier im Vergleich des mittleren Durchmessers kleineren Asteroiden: (47312) 1999 XG8, (151557) 2002 TM74, (162538) 2000 QQ164 und (272644) 2005 WH108.
Der mittlere Durchmesser von (5615) Iskander wurde mit 5,506 (±0,079) km berechnet, die Albedo mit 0,189 (±0,019). Lichtkurven von (5615) Iskander wurden 2007 (von Petr Pravec, Marek Wolf und Lenka Šarounová an der Sternwarte Ondřejov), 2007 (von Heath Shipley, Alex Dillard, Jordan Kendall, Matthew Reichert, Jason Sauppe, Nelson Shaffer, Thomas Kleeman und Richard Ditteon am Oakley-Observatorium), 2009 (von Brian D. Warner et al.), 2019 (von András Pál, Róbert Szakáts, Attila Bódi et al. mithilfe des Transiting Exoplanet Survey Satellites) und 2020 (von Brian D. Warner) aufgenommen und ergaben eine Rotationsperiode von 5,4150 Stunden.

## Benennung
Benannt wurde (5615) Iskander am 26. Februar 1994 auf Vorschlag von Lew Rufulewitsch Nemirowski nach dem russisch-abchasischer Schriftsteller und Dichter Fasil Abdulowitsch Iskander (1929–2016). In der Widmung besonders hervorgehoben wurde unter anderem Iskanders Epos „Sandro von Tschegem“ aus dem Jahre 1973 und sein Erhalt des Alexander-Sergejewitsch-Puschkin-Preises. Nach dem Vorschlagenden Lew Rufulewitsch Nemirowski, einem Sankt Petersburger Ingenieur und Satieremuseumsdirektor, war ebenfalls am 26. Februar 1994 der Asteroid des äußeren Hauptgürtels (4861) Nemirovskij benannt worden.